# كيث هانتر جيسبيرسون
كيث هانتر جيسبيرسون (من مواليد 6 أبريل 1955) قاتل متسلسل أمريكي كندي، قتل ثماني نساء على الأقل في الولايات المتحدة خلال أوائل التسعينيات. عُرف باسم «قاتل الوجه السعيد» لأنه رسم وجوهًا ضاحكة في رسائله العديدة إلى وسائل الإعلام والسلطات. كان العديد من ضحاياه عاملات بالجنس وعابرات لا علاقة له به. كان الخنق طريقة القتل المفضلة لدى جيسبيرسون، وهي نفس الطريقة التي استخدمها في كثير من الأحيان لقتل الحيوانات عندما كان طفلاً.
بعد العثور على جثة ضحيته الأولى تاونجا بينت، حاصر اهتمام وسائل الإعلام لافيرن بافليناك وهي امرأة اعترفت زوراً بقتل بينيت بمساعدة صديقها المسيء جون سوسنوفسكي. منزعجًا من عدم حصوله على أي اهتمام إعلامي رسم جيسبيرسون وجهًا مبتسمًا على جدار الحمام على بعد مئات الأميال من مسرح الجريمة وكتب رسالة مجهولة تعترف بقتل بينيت، تقدم دليلاً على ذلك. عندما لم يثر ذلك أي رد، بدأ في كتابة رسائل إلى وسائل الإعلام والسلطات.
كانت آخر ضحية لجيسبيرسون هي الجريمة التي أدت في النهاية إلى القبض عليه. بينما ادعى أنه قتل ما يصل إلى 185 شخصًا، تم تأكيد ثماني جرائم قتل فقط. يقضي جيسبيرسون حاليًا عقوبة بالسجن مدى الحياة دون الإفراج المشروط في سجن ولاية أوريغون.